# Бичє
Бичє (словен. Bičje) — поселення в общині Гросуплє, Осреднєсловенський регіон, Словенія. Висота над рівнем моря: 347,6 м.